# 魯堅卡 (科羅斯特舍夫區)
50°20′26″N 28°50′58″E / 50.34056°N 28.84944°E
魯堅卡（烏克蘭語：Руденька）是烏克蘭北部的村莊，隸屬日托米爾州的日托米爾區。該村面積0.59平方公里，海拔高度202米，2001年人口115，人口密度每平方公里194.92人。